# Espeland (Arna)
Espeland este o localitate din comuna Bergen, provincia Hordaland, Norvegia.